# Peromyscus eremicus
Peromyscus eremicus е вид бозайник от семейство Хомякови (Cricetidae).

## Разпространение
Видът е разпространен в Мексико и САЩ (Айдахо, Аризона, Калифорния, Колорадо, Невада, Ню Мексико, Орегон, Уайоминг и Юта).